# Cris Martínez
Cris Robert Martínez Escobar (Carlos Antonio López, 24 aprile 1993) è un calciatore paraguaiano, attaccante dell'Huachipato.

## Carriera
Durante la sua carriera ha giocato con numerose squadre di club. Oltre alle stagioni trascorse in Sudamerica, Martínez ha avuto una parentesi anche in Europa, nella quarta serie svedese.

## Palmarès

### Club

#### Competizioni nazionali
- Campionato cileno: 1

Huachipato: 2023